# Морис Дени
Морис Дени (фр. Maurice Denis; Гранвил (Манш), 25. новембар 1870 — Париз, 13. новембар 1943) био је француски сликар, дизајнер, графичар, теоретичар и историчар уметности.
Припадао је прелазном периоду између импресионизма и модерне уметности. Денијево сликарство припада правцима наби и симболизму, а касније се интересовао за неокласицизам и сакралну уметност.